# WGS84

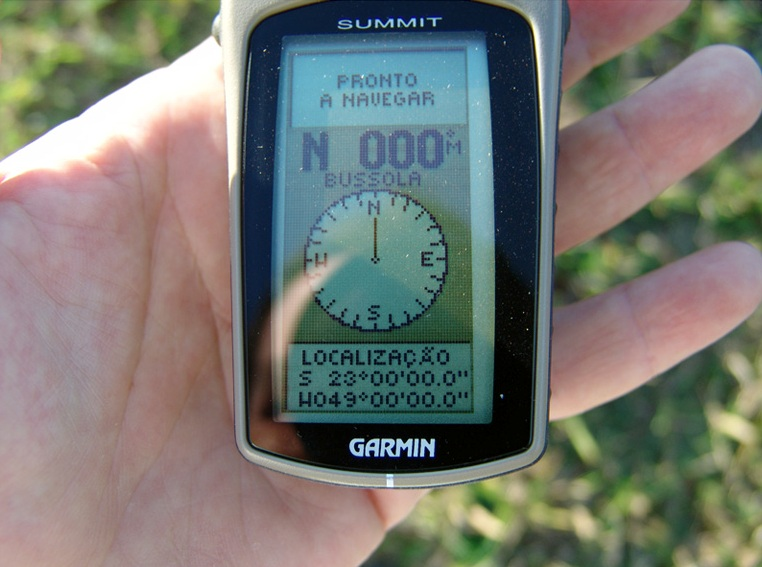
GPS com bússola e altímetro em WGS 84

WGS 84 (World Geodetic System) (aka  WGS 1984, EPSG:4326) é uma norma usada em cartografia de origem geocêntrica utilizado pelo GNSS do DoD, e pelo Sistema de Posicionamento Global - (GPS), definida em 1984 e cuja última revisão se deu em 2004. É composta por um sistema de coordenadas para a Terra, uma superfície de referência esferoidal padrão (a base ou elipsóide de referência) para dados de altitude, e uma superfície gravitacional equipotencial (o geoide) que define o nível médio do mar.

## Outros DATA
- Airy 1830
- Modified Airy
- Australian National
- Bessel 1841 (Namibia)
- Bessel 1841
- Clarke 1866,
- Clarke 1880,
- Corrego Alegre (Brasil)
- Datum73 (Portugal)
- Everest (India 1830)"
- Everest (Sabah Sarawak)
- Everest (India 1956)
- Everest (Malaysia 1969)
- Everest (Malay. & Sing)
- Everest (Pakistan)
- Modified Fischer 1960
- Helmert 1906
- Hough 1960
- Indonesian 1974
- International 1924
- Krassovsky 1940
- Lisboa
- GRS 80
- South American 1969 (SAD 69)
- WGS 72